# Neachrostia brunneiplaga
Neachrostia brunneiplaga là một loài bướm đêm trong họ Noctuidae.